# Nombres premiers jumeaux

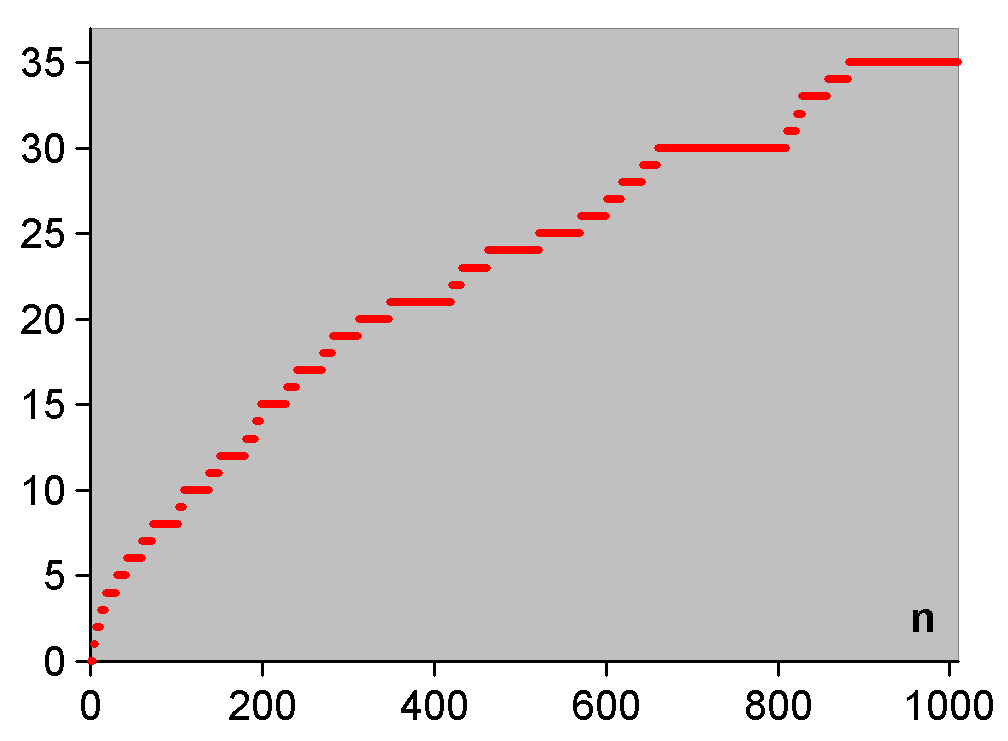
nombre de nombres premiers jumeaux avec leur position sur la droite des réels

En mathématiques, deux nombres premiers jumeaux sont deux nombres premiers qui ne diffèrent que de 2. Hormis pour le couple (2, 3), cet écart entre nombres premiers de 2 est le plus petit possible. Les plus petits nombres premiers jumeaux sont 3 et 5, 5 et 7, 11 et 13.
En octobre 2019, les plus grands nombres premiers jumeaux connus, découverts en 2016 dans le cadre du projet de calcul distribué PrimeGrid, sont 2 996 863 034 895 × 21 290 000 ± 1 ; ils possèdent 388 342 chiffres en écriture décimale.
Selon la conjecture des nombres premiers jumeaux, il existe une infinité de nombres premiers jumeaux ; les observations numériques et des raisonnements heuristiques justifient la conjecture, mais aucune démonstration n'en a encore été faite.

## Définition
Soient {\displaystyle p} et {\displaystyle q} deux nombres premiers. On dit que {\displaystyle (p,q)} forme un couple de nombres premiers jumeaux si {\displaystyle q=p+2}.

## Liste des premiers nombres premiers jumeaux
Suite des couples de nombres premiers jumeaux jusqu'à 1 000 :
| (3, 5)      | (5, 7)      | (11, 13)    | (17, 19)    | (29, 31)    |
| (41, 43)    | (59, 61)    | (71, 73)    | (101, 103)  | (107, 109)  |
| (137, 139)  | (149, 151)  | (179, 181)  | (191, 193)  | (197, 199)  |
| (227, 229)  | (239, 241)  | (269, 271)  | (281, 283)  | (311, 313)  |
| (347, 349)  | (419 , 421) | (431 , 433) | (461 , 463) | (521 , 523) |
| (569 , 571) | (599 , 601) | (617 , 619) | (641 , 643) | (659 , 661) |
| (809 , 811) | (821 , 823) | (827 , 829) | (857 , 859) | (881 , 883) |

## Quelques propriétés
- Le couple (2, 3) est le seul couple de nombres consécutifs premiers .
- Si l'on omet le couple (2, 3), la plus petite distance possible entre deux nombres premiers est 2 ; deux nombres premiers jumeaux sont ainsi deux nombres impairs consécutifs.
- À l'exception du triplet (3, 5, 7), il ne peut y avoir de triplet de nombres premiers du type {\displaystyle (p,p+2,p+4)}, puisque l'un des trois nombres {\displaystyle p,p+2} et  {\displaystyle p+4} est divisible par 3.
- Tout couple de nombres premiers jumeaux, à l'exception du couple (3, 5), est de la forme {\displaystyle (6n-1,6n+1)} pour un certain entier {\displaystyle n}. En effet, tout triplet d'entiers consécutifs comporte au moins un multiple de 2 (éventuellement deux) et un seul multiple de 3 ; l'entier qui se trouve entre les deux nombres premiers jumeaux est à la fois ce multiple de 2 et ce multiple de 3, car cela ne peut pas être l'un des nombres premiers.
- La racine numérique (c'est-à-dire la somme des chiffres itérée jusqu'à obtenir un nombre entre 0 et 9) du produit des deux nombres premiers jumeaux est toujours 8, à l'exception de celle du couple (3,5)[3]. Par exemple 11 × 13 = 143 et 1 + 4 + 3 = 8. Dit autrement, le produit de nombres premiers jumeaux, hors 3 et 5, est congru à 8 modulo 9. Cette propriété se déduit de la précédente ; en fait, le produit de tout couple de nombres de la forme (6n – 1, 6n + 1) sera toujours congru à 8 modulo 9, qu'ils soient premiers ou non.
- Pour tout entier {\displaystyle m\geqslant 2}, le couple {\displaystyle (m,m+2)} est constitué de nombres premiers jumeaux si et seulement si {\displaystyle 4\left((m-1)!+1\right)+m}  est divisible par {\displaystyle m(m+2)}. Cette caractérisation des nombres premiers jumeaux, remarquée par P. A. Clement en 1949[4], résulte du théorème de Wilson.
- Alors que la série des inverses des nombres premiers est divergente, le théorème de Brun énonce que la série des inverses de nombres premiers jumeaux est convergente (vers un nombre appelé constante de Brun). Cette propriété fut démontrée par Viggo Brun en 1919[5].

## Records
Le 15 janvier 2007, les deux projets de calcul distribué Twin Prime Search et PrimeGrid ont découvert le plus grand couple de nombres premiers jumeaux connu à l'époque, de 58 711 chiffres en écriture décimale. Le découvreur était le Français Éric Vautier.
En septembre 2016, le couple record est 2 996 863 034 895 × 21 290 000 ± 1 ; les deux nombres possèdent 388 342 chiffres.

## Conjecture des nombres premiers jumeaux
La conjecture des nombres premiers jumeaux affirme qu'il existe une infinité de nombres premiers jumeaux :

Il existe une infinité de nombres premiers {\displaystyle p} tels que {\displaystyle p+2} soit aussi premier.
Cette conjecture partage avec l'hypothèse de Riemann et la conjecture de Goldbach le numéro 8 des problèmes de Hilbert, énoncés par ce dernier en 1900.
Bien que la plupart des chercheurs en théorie des nombres pensent que cette conjecture est vraie, elle n'a jamais été démontrée. Ils se basent sur des observations numériques et des raisonnements heuristiques utilisant la distribution probabiliste des nombres premiers.
En 1849, Alphonse de Polignac émit une conjecture plus générale, la conjecture de Polignac :

Tout nombre pair {\displaystyle n} est égal à la différence de deux nombres premiers consécutifs d'une infinité de manières.
dont le cas {\displaystyle n=2} correspond à la conjecture des nombres premiers jumeaux.
Il existe également une version plus forte de cette conjecture : la première conjecture de Hardy-Littlewood (cf. infra), qui fournit une loi de distribution des nombres premiers jumeaux et qui s'inspire du théorème des nombres premiers.
La conjecture des nombres premiers jumeaux et celle de Hardy-Littlewood sont des cas particuliers d’une conjecture quantitative très générale, la conjecture de Bateman-Horn.

### Résultats partiels
En 1940, Paul Erdős démontra l'existence d'une constante strictement positive {\displaystyle c<1} pour laquelle l'ensemble des nombres premiers {\displaystyle p} tels que {\displaystyle p'-p<c\ln p} est infini, où {\displaystyle p'} désigne le nombre premier suivant immédiatement {\displaystyle p}.
Ce résultat fut plusieurs fois amélioré ; en 1986, Helmut Maier montra que {\displaystyle c} peut être choisie inférieure à 1/4. En 2005, Daniel Goldston, János Pintz et Cem Yıldırım démontrèrent que {\displaystyle c} peut être choisie arbitrairement petit.
Par ailleurs, en 1966, Chen Jingrun démontra l'existence d'une infinité de « nombres premiers de Chen », c'est-à-dire de nombres premiers {\displaystyle p} tels que {\displaystyle p+2} soit premier ou semi-premier (un nombre semi-premier est le produit de deux nombres premiers). Son approche est celle de la théorie des cribles, qu'il a utilisée pour traiter de façon similaire la conjecture des nombres premiers jumeaux et la conjecture de Goldbach (voir Théorème de Chen).
À partir de 2009, à la suite de la découverte d'une optimisation du crible d'Eratosthène, Zhang Yitang établit qu'il existe une infinité de nombres premiers consécutifs dont l'écart est inférieur à 70 000 000, résultat qui constitue une forme faible de la conjecture des nombres premiers jumeaux.
Le résultat de Zhang a été publié dans les Annals of Mathematics. Dans un premier temps, il a été difficile de trouver des relecteurs acceptant d'évaluer le travail.
Début 2013, le projet Polymath, un projet de mathématiques collaboratives mené par Tim Gowers et Terence Tao, a proposé de réduire progressivement cet écart {\displaystyle N=} 70 millions pour le faire tendre vers 2 : en septembre 2013 l'écart a été réduit à {\displaystyle N=} 4 680,. En novembre 2013, une amélioration significative de ces résultats est annoncée indépendamment par James Maynard et Terence Tao : non seulement l'écart entre deux nombres premiers consécutifs est inférieur ou égal à 600 infiniment souvent, mais un résultat équivalent est valable pour {\displaystyle m} nombres premiers consécutifs, quel que soit {\displaystyle m\geqslant 2}. Une nouvelle amélioration est annoncée par le projet Polymath (section Polymath8) début 2014 : d'une part, l'écart serait inférieur à 270 infiniment souvent, d'autre part, en admettant une version généralisée de la conjecture d'Elliott-Halberstam, l'écart serait alors inférieur ou égal à 6. L'écart inconditionnel a été réduit à 246 quelques mois plus tard, puis le projet a été suspendu, l'équipe estimant avoir atteint la limite des techniques employées.
En 2019, une version transposée aux polynômes irréductibles sur un corps fini a été prouvée par Sawin et Shusterman : étant donné un polynôme {\displaystyle R} donné, il existe une infinité de paires de polynômes irréductibles {\displaystyle (P,Q)} dont la différence est égale à {\displaystyle R},.

### La conjecture de Hardy-Littlewood
Il existe aussi une généralisation de la conjecture des nombres premiers jumeaux, connue sous le nom de première conjecture de Hardy-Littlewood, en rapport avec la distribution des premiers jumeaux, par analogie avec le théorème des nombres premiers. Soit {\displaystyle \pi _{2}(x)} le nombre de nombres premiers {\displaystyle p\leqslant x} tels que {\displaystyle p+2} soit aussi premier.
On note {\displaystyle C_{2}} le nombre obtenu de la façon suivante :
{\displaystyle C_{2}=\prod _{p\geqslant 3}{\frac {p(p-2)}{(p-1)^{2}}}\approx 0{,}66016\ldots }
(ici le produit s'étend à l'ensemble des nombres premiers {\displaystyle p\geqslant 3}). {\displaystyle C_{2}} est appelé constante des nombres premiers jumeaux, ou constante de Shah et Wilson.
Alors la conjecture de Hardy-Littlewood s'énonce de la façon suivante :
{\displaystyle \pi _{2}(x)\sim 2C_{2}\int _{2}^{x}{{\rm {d}}t \over (\ln t)^{2}}}
(ce qui signifie que le quotient des deux expressions tend vers 1 quand {\displaystyle x} tend vers l'infini).
Comme le second membre a une limite infinie quand {\displaystyle x} tend vers l'infini, cette conjecture démontrerait que le nombre de nombres premiers jumeaux est bien infini.
Cette conjecture peut être justifiée (mais pas démontrée) en supposant que {\displaystyle 1/\ln t} est la fonction de densité de la distribution des nombres premiers, une hypothèse suggérée par le théorème des nombres premiers. Cette conjecture est un cas particulier d'une conjecture plus générale appelée conjecture des n-uplets premiers de Hardy-Littlewood utilisée dans les recherches sur la conjecture de Goldbach.